# Odlanier Mena
Odlanier Rafael Mena Salinas (Gorbea, 2 de abril de 1926-Santiago, 28 de septiembre de 2013) fue un militar y diplomático chileno, director de la Central Nacional de Informaciones (CNI), uno de los más prominentes organismos de represión de la dictadura militar existente en Chile entre 1973 y 1990. Fue juzgado por su responsabilidad de mando ante crímenes de lesa humanidad[cita requerida] y cumplió condena en el Penal Cordillera, en Santiago, hasta su suicidio.

## Biografía

### Carrera militar
Se formó en la carrera militar en el arma de infantería. El 9 de enero de 1973 fue designado comandante del Regimiento "Rancagua" en Arica, donde tenía como misión preparar la respuesta chilena ante un eventual conflicto militar que se produjera en la frontera con Perú. Mantuvo ese cargo tras el 11 de septiembre de ese año, cuando se produjo un golpe de Estado en Chile, debiendo recibir en Arica en varias ocasiones al general Augusto Pinochet. El 16 de noviembre de 1974 participó en la ceremonia del «Abrazo de la Concordia» con el ejército peruano.
Posteriormente fue trasladado a Santiago, como jefe de la Dirección de Inteligencia Militar (DIM). En 1975 se retiró del Ejército.

### Colaborador civil durante la dictadura militar
Tras su salida de las Fuerzas Armadas, continuó como colaborador civil de la dictadura militar. En 1976 fue nombrado embajador en Panamá. También fue embajador en Uruguay.
En 1977 fue nombrado director de la Central Nacional de Informaciones (CNI), que reemplazó a la Dirección de Inteligencia Nacional (DINA). Pinochet le encargó la tarea de investigar la participación de Manuel Contreras —exjefe de la DINA— en el asesinato de Orlando Letelier. Por ello tuvo una tensa relación con Contreras, quien intentó matarlo por envenenamiento utilizando personal que Contreras dejó en la CNI.
En 1980 cesó en la dirección de la CNI. En 1983 fue designado por la dictadura militar como embajador de Chile ante Paraguay —en ese entonces dirigido por el dictador militar Alfredo Stroessner—, cargo que mantuvo hasta 1985.

## Procesos judiciales y suicidio
En 2007 fue condenado en primera instancia a diez años de cárcel por su responsabilidad en la muerte de tres dirigentes socialistas en Arica, ocurrida el 20 de octubre de 1973, en el marco del «caso Caravana de la Muerte», y mientras encabezaba el regimiento de dicha ciudad. En 2008 la Corte Suprema en fallo definitivo rebajó la pena a seis años, ya que no se le acusó de haber ordenado que se les fusilara, sino por responsabilidad de mando, por el cargo que ocupaba.[cita requerida] Por ello fue detenido en Maitencillo el 9 de enero de 2009, y destinado al Penal Cordillera, en Peñalolén, junto con otros reclusos por crímenes de la dictadura militar. En el recinto compartía cabaña con el brigadier en retiro Pedro Espinoza.
El 16 de mayo de 2013 fue declarado reo por la justicia, como coautor —junto con Miguel Krassnoff y Basclay Zapata— del asesinato del periodista Augusto Carmona, ejecutado el 7 de diciembre de 1977 por agentes de la CNI, en ese momento bajo la dirección de Mena.
El 28 de septiembre de ese mismo año, dos días después del anuncio de cierre del Penal Cordillera y previo al traslado de sus reos al Penal de Punta Peuco, Odlanier Mena se suicidó de un tiro en la cabeza en su casa en Las Condes, en Santiago, luego de hacer uso de un permiso de salida. Dejó una carta póstuma donde indica las razones por las que decidió terminar con su vida, ante lo que consideraba como abusos del sistema judicial, reiterando, además, que era "totalmente inocente" de los cargos que se le imputaron para condenarlo y por los cuales alcanzó a estar detenido cuatro años y medio.

## Obras
| Título                    | Año  | ISBN                   |
| ------------------------- | ---- | ---------------------- |
| Al encuentro de la verdad | 2013 | ISBN 978-956-8433-40-6 |